# Joannes Paulus II Coast
Joannes Paulus II Coast är en strand i Antarktis. Den ligger i Sydshetlandsöarna. Argentina, Chile och Storbritannien gör anspråk på området.